# 梁家權
梁家權（英語：Leung Ka Kuen，1960年10月9日—）為一位香港新聞工作者，常撰寫飲食相關專欄。他曾採訪香港前途談判、六四事件、《基本法》起草、香港主權回歸等重要新聞。2009年離開新聞界，轉型撰寫飲食專欄。

## 背景
梁家權家有三姊一兄一弟；其中排行第一的胞兄是資深傳媒人梁家榮。梁於香港出生，早年在九龍旺角咸美頓街成長，父親是一名金飾手工雕刻工匠。六至七歲已跟隨父親學習有關工藝，並主要協助家人為殯儀館的牌碑刻字。已故演員李小龍的牌碑是其家人的作品。梁家權就讀香港培正小學（1973年小六）和香港培正中學（1978年中五），在校時出版校內的報紙和籌備攝影學會，又會參加戲劇活動。雖然他在香港中學會考中的世界歷史科、中文科及另一個學科取得C級成績，中國歷史科卻取得F級等第。老師有見其對學校有貢獻，取錄本來不夠分數的他升讀中六年級。梁因為同期獲香港浸會學院取錄入讀兩年制預科，加上不想穿著校服，所以轉讀該學院。他畢業時的成績平均績點低，未能報讀學院的傳理系；唯有選讀三年制中文系課程。同時到葵芳聖瑪加利書院夜校部教授會考班，以賺取外快。期間於1982年至1983年擔任香港話劇團的業餘團員。直至完成學位後，他到學校面試當教師未遂，便轉往入職《華僑晚報》報社。而且任劇團的舞台劇幕後監督，與張之珏等人帶同李香琴、萬梓良以及其他演員到外地演出。
他從事新聞工作超過二十年，任職《華僑晚報》初期主要負責特稿，往後跟進其他報紙內容，如香港社會新聞、金融、馬經等。1989年以《新晚報》記者身份到北京採訪六四事件。梁家權其後於1997年轉職《壹週刊》，此前獲《大公報》邀請加入其中。然而由於他不想接受左派報社的栽培，反而想客觀地報導新聞，所以婉拒了邀請。在2000年，他到《香港經濟日報》工作，2002年離開。當年為了讓《茶杯雜誌》可以繼續出版，梁選擇跟鄭經翰和劉細良一同合作。至該雜誌被TOM集團收購時，他仍然是《CUP月刊》的編輯，未幾入職《東周刊》。其撰寫的飲食專欄《好味大過天》分別在《頭條日報》和《信報》的《食家講場》中刊載。另一飲食專欄《只能回味》則刊登於《東周刊》之內。此外，梁家權也是電台節目主持人，曾任職DBC《數碼大聲台》；現於《D100香港台》主持《為食麻甩騷》、《D100新聞天地》及《蔣權天下》，也在《有線財經資訊台》主持《周日不講理》。基於對大妗行業感興趣和想為同事當大妗，梁家權私人邀請職業訓練局的導師教授他大妗的課程。

## 主持節目
- 電台節目
  - 《D100香港台》
    - 《為食麻甩騷》
    - 《開心快活人》
    - 《蔣權天下》
    - 《詩歌舞佳》
- 電視節目
  - 《有線財經資訊台》
    - 《周日不講理》

  - 《鳳凰衛視香港台》
    - 《港人自講》客席主持
- YouTube 頻道
  - 《梁家權 得把口》

## 著作

### 政治/新聞類
- 《血染的風采》1989年 出版社: 經濟日報出版社
- 《六七暴動秘辛 - 英方絕密檔案曝光》  2001/07  出版社: 經濟日報出版社
- 《風雨三十年----李鵬飛回憶錄》2004/8月 出版社: Cup 出版

### 親子旅遊類
- 《帶着斐斐去旅行》  2008/07  出版社: 上書局

### 飲食文化類
- 《尋找失落菠蘿油》 2004/07  出版社: 上書局
- 《沒有粉絲的碗仔翅》 2005/12  出版社: 上書局
- 《食蛋撻的路線圖》 2006/07  出版社: 上書局
- 《菠蘿油與碗仔翅》 2007/06  出版社: 上書局
- 《麥芽糖的黐纏往事》 2007/06  出版社: 上書局
- 《苦路救星陳皮梅》 2008/07  出版社: 上書局
- 《天橋底的牛丸》  2009/07  出版社: 上書局
- 《當油炸鬼變成老油條》  2009/07  出版社: 上書局
- 《說不出口的細蓉》  2010/06  出版社: 上書局
- 《我不吃煲仔飯焦》  2011/07  出版社: 上書局
- 《流芳百世臭豆腐》 2012/06  出版社: 上書局
- 《看我撕開腍杮的外衣》 2014/06  出版社: 上書局
- 《跟我搵食港島篇–庶民美食指南》 2010/12  出版社: 香港頭條日報出版有限公司
- 《跟我搵食九龍中西區篇–庶民美食指南》 2011/04  出版社: 香港頭條日報出版有限公司
- 《跟我搵食東北九龍及新界篇–庶民美食指南》 2011/07  出版社: 香港頭條日報出版有限公司
- 《從噴火灣三文魚子到西西里血橙》 2017/09  出版社: 信報出版社有限公司